# フロリアン・ワナー
フロリアン・ワナー（Florian Wanner 1978年2月2日- ）は、ドイツのヴォルフラーツハウゼン出身の柔道選手。階級は81kg級。身長181cm。

## 人物
2000年のシドニーオリンピックでは3回戦で敗れた。2003年の世界選手権では準決勝で秋山成勲と対戦して指導でリードされていたものの終了直前に秋山を大外巻込で逆転の一本勝ちすると、決勝でもスイスのセルゲイ・アシュワンデンに小外刈で一本勝ちして優勝を果たした。だが、翌年のアテネオリンピックでは準々決勝で敗れた。

## 主な戦績
- 1997年 - ヨーロッパジュニア　優勝
- 2002年 - ドイツ国際　2位
- 2002年 - 青島国際　優勝
- 2003年 - ドイツ国際　3位
- 2003年 - 世界選手権　優勝
- 2004年 - アテネオリンピック　7位